# 西遊馬駅
西遊馬駅（にしあすまえき）は、かつて埼玉県北足立郡馬宮村（現・さいたま市西区）大字西遊馬に存在した、西武鉄道大宮線の停留場。

## 概要
高木駅から直進し、県道に合流して川越線を越えた先、指扇駅の南西にあった。現在の指扇駅入口交差点よりやや川越線のガード寄りに戻った場所に当たる。なお、当初は字にちなみ合土駅の名で開業した。
当駅は秋葉神社への最寄り駅で、関東一円から参拝にくる乗降客が多かった。とりわけ４月18日と12月18日におこなわれる例大祭の際には臨時の切符販売所が開設されるほどであった。また、駅周辺はタバコ屋、煎餅屋、鍛冶屋などの店舗があり、賑わった雰囲気だった。鍛冶屋に独楽の芯を入れてもらうために大宮から子どもたちがわざわざ電車に乗って訪れるほどであった。

## 歴史
- 1906年（明治39年）4月16日：川越電気鉄道により合土駅として開業。
- 1914年（大正3年）12月：会社合併に伴い、武蔵水電川越東線の停留場となる。
- 1922年（大正11年）
  - 6月1日：会社分離に伴い武蔵鉄道（後の西武鉄道）の停留場となる。
  - 11月17日：川越東線の線名改称に伴い、大宮線の停留場となる。
- 1927年（昭和2年）8月28日 - 9月3日：車庫火災により運休。
- 1930年（昭和5年）3月4日認可：西遊馬駅へ改称。
- 1940年（昭和15年）12月20日：大宮線休止。
- 1941年（昭和16年）2月25日：大宮線の廃線に伴い廃止となる。

## 廃線後の状況
道路そのものが埼玉県道2号さいたま春日部線（旧・国道16号）で拡張を受けており、痕跡は残されていない。この先大成駅までこの状態が続く。

## 隣の駅
西武鉄道
大宮線
高木駅 - 西遊馬駅 - 五味貝戸駅